# Andrés Schetino
Edgardo Andrés Schetino Yancev (Montevideo, 26 mei 1994) is een Uruguayaans voetballer die bij voorkeur als defensieve middenvelder speelt. Hij verruilde CA Fénix in januari 2016 voor Fiorentina.

## Clubcarrière
Schetino stroomde in 2013 door vanuit de jeugd van CA Fénix. Hiervoor debuteerde hij op 17 augustus 2013 in de Uruguayaanse Primera División, tegen El Tanque Sisley. Zijn eerste competitietreffer volgde op 29 maart 2015, tegen River Plate.
 Schetino tekende in januari 2016 een contract tot 2020 bij Fiorentina, dat hem meteen zes maanden verhuurde aan Livorno. Nadat hij hier niet aan spelen toekwam, verhuurde Fiorentina hem in juli 2016 voor een jaar aan Sevilla FC.